# Hochwanner
A Hochwanner, com 2744 metros de altitude, é a segunda montanha mais alta da Alemanha, mais baixa apenas que a Zugspitze (desde que o Schneefernerkopf, um pouco mais alto, só seja considerado como um sub-pico da Zugspitze). tem 701 m de proeminência topográfica, com o colo no Feldernjöchl.